# Карманово (село, Янаульский район)
Карманово (баш. Ҡарман) — село в Янаульском районе Республики Башкортостан Российской Федерации. Центр Кармановского сельсовета. Согласно переписи 2020 года население составляло 1279 человек.

## География

### Географическое положение
Находится в западной части района на речке Калмыш, граничит с деревней станции Карманово. Расстояние до:
- районного центра (Янаул): 31 км,
- ближайшей ж/д станции (Карманово): 2 км.

## История

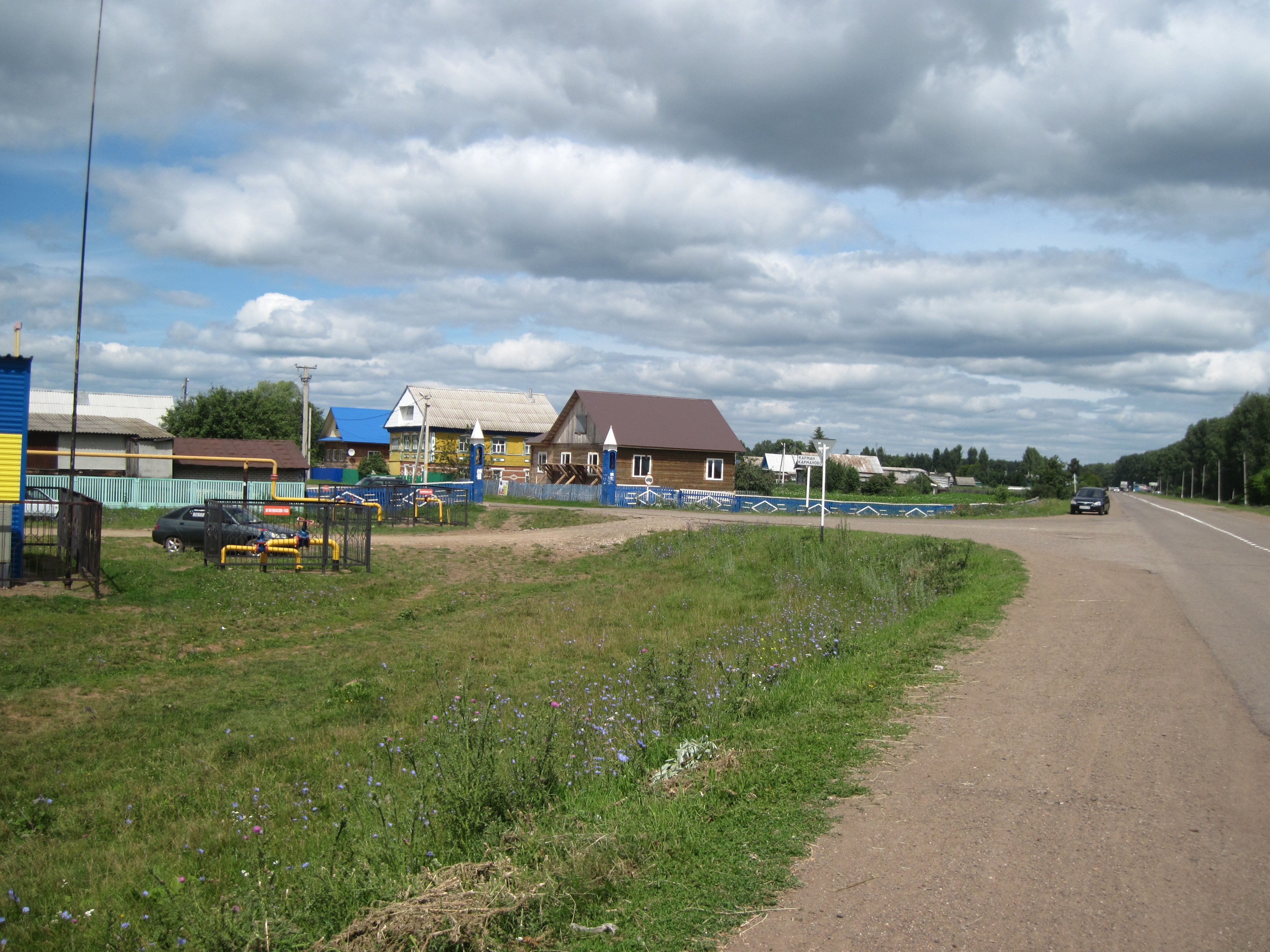

Карманово — коренное поселение башкир-вотчинников Уранской волости. Первое упоминание о деревне относится к началу XVIII века, название — от имени первопоселенца Кармана. Известны два его сына — Рахманкул и Юзей Кармановы.
По V ревизии 1795 года в деревне проживало 466 жителей (279 мужчин и 187 женщин) в 86 дворах (по другим данным — 560 человек). По VII ревизии 1816 года — 745 человек (364 мужчины и 381 женщина) в 129 дворах, по следующей ревизии в 1834 году — 930 жителей (470 мужчин и 460 женщин) в 176 дворах.
Жители занимались земледелием, скотоводством и лесными промыслами. В 1842 году было засеяно 2400 пудов озимого и 3680 пудов ярового хлеба, на каждый двор приходилось по 2 лошади, 2 коровы, 0,6 овец и 0,6 коз. В деревне имелось 53 улья и 28 бортей пчёл, была мельница. В 1859 году в 200 домах проживало 1186 жителей (626 мужчин, 560 женщин). В XIX веке действовали две мечети.
В конце 1865 года — деревня Карманова 3-го стана Бирского уезда Уфимской губернии, 192 двора и 1159 жителей (609 мужчин и 550 женщин), башкиры. Имелось 2 мечети и водяная мельница; жители занимались сельским хозяйством и лесным промыслом.
В 1896 году в деревне Байгузинской волости IV стана Бирского уезда — 299 дворов и 1827 жителей (998 мужчин, 829 женщин), 3 мечети, хлебозапасный магазин, 5 бакалейных лавок и мануфактурная лавка. По описанию, данному в «Оценочно-статистических материалах», деревня была расположена в 125 верстах от уездного города Бирска и в 10 верстах от деревни Айбуляк, куда в основном сбывалась сельхозпродукция. Деревня находилась в центре земельного участка, пашня была по равнине с незначительным склоном к северу, к реке Бую, на расстоянии до 3 вёрст от деревни. Из почвы 2000 десятин составлял чернозём глубиной 5 вершков, 500 десятин — солончак глубиной 7 вершков, подпочва — красная вязкая глина; почва была распахана давно и сильно выпахана. Севооборот — трёхполье. Удобрение практиковалось всеми. Пахали однолемешными сохами, было 200 веялок. Скотоводство было хозяйственным; скот мелкой башкирской породы пасся, кроме выгона, по пару, кустарнику и свободным полям и лугам. Выгон — присельный, по ровному легкому склону; сенокос — суходольный и болотный по ровной низменной местности, по берегам рек Буй и Калмаш — солончак, супесь и болотный иловатый чернозём. Лес — кустарник (около 1500 десятин) по ровной низине с лёгким склоном к северу, насаждение густое — куртинами, по солончаковой почве и иловатому чернозёму. Рубили его без дележа. Избы топили своим лесом из дачи, находившейся за рекой Буй в Осинском уезде Пермской губернии. Было две мельницы. По данным переписи 1897 года в деревне проживало 1838 жителей (998 мужчин и 840 женщин), из них 1800 были магометанами.
В 1906 году в деревне 325 дворов и 1795 человек (949 мужчин, 846 женщин), 3 мечети, 4 бакалейные лавки и хлебозапасный магазин. Еженедельно по пятницам проходил базар.
По данным подворной переписи, проведённой в уезде в 1912 году, деревня Карманова входила в состав Кармановского сельского общества Байгузинской волости. В ней имелось 390 хозяйств башкир-вотчинников (из них 1 безземельное), где проживало 1929 человек (984 мужчины, 945 женщин). Количество надельной земли составляло 3962 казённые десятины (из неё 100,98 десятин сдано в аренду), в том числе 1814 десятин пашни и залежи, 1086 десятин леса, 907 — сенокоса, 100 десятин усадебной земли и 55 — неудобной земли. Также 126,99 десятин было арендовано. Посевная площадь составляла 1266,34 десятины, из неё 50,85 % занимала рожь, 26,8 % — овёс, 14,6 % — полба, 4,35 % — горох, 1,3 % — греча, 1,0 % — пшеница, остальные культуры (картофель, просо и конопля) занимали 1,1 % посевной площади. Из скота имелось 574 лошади, 679 голов КРС, 1038 овец и 28 коз. 57 человек занимались промыслами. 3 хозяйства держали 15 ульев пчёл.
В 1915 году открылась земская школа. После революции, в 1918 году образован Кармановский сельский совет.
В 1920 году по официальным данным в деревне той же волости 435 дворов и 2181 житель (1062 мужчины, 1119 женщин), по данным подворного подсчета — 2288 башкир и 1 работник в 454 хозяйствах. К 1925 году осталось 377 хозяйств.
В 1926 году деревня относилась к Янауловской волости Бирского кантона Башкирской АССР.
В 1928 году основан колхоз «Коммунар». В 1932 году открылась школа колхозной молодёжи на базе бывшей земской школы. В 1935 году школа стала семилетней, с 1937 года — средней.
По переписи 1939 года в деревне Карманово числилось 2290 человек (1094 мужчины, 1196 женщин).
В 1959 году в селе Карманово 1859 жителей (846 мужчин и 1013 женщин). В 1970 году здесь 1855 человек (831 мужчина, 1024 женщины).
В 1979 году в селе Карманово 1420 жителей (620 мужчин, 800 женщин). В 1989 году здесь 1044 жителя (468 мужчин, 576 женщин).
В 2001 году колхоз «Коммунар» преобразован в СПК. В 2002 году открылась мечеть.
В 2002 году население села составляло 1127 человек (524 мужчины, 603 женщины), башкиры (77 %).
В 2010 году — 1251 человек (589 мужчин, 662 женщины).

## Население
| 2002 | 2009  | 2010  |
| ---- | ----- | ----- |
| 1127 | ↗1257 | ↘1251 |

## Инфраструктура
Имеются средняя школа с дошкольным отделением, почтовое отделение, фельдшерско-акушерский пункт, дом культуры с библиотекой, несколько магазинов. Есть кладбище, действуют молочно-товарная ферма, зерноток и машинно-тракторная мастерская.

## Религия
В селе есть мечеть.